# 天主教弗沃茨瓦韦克教区
天主教弗沃茨瓦韋克教區（拉丁語：Dioecesis Vladislaviensis）是波蘭一個羅馬天主教教區，教座位於弗沃茨瓦韋克，屬格涅茲諾總教區。教區於996年創設。
教區於2011年時有769,600名教友（佔轄區總人口776,800人中99.1%）、232個堂區、606名司鐸、183名修士和372名修女。現任教區主教為維斯瓦夫·類思·梅林，榮休輔理主教為斯丹尼斯勞斯·蓋比茨基。